# Saint-Rémy-de-Provence

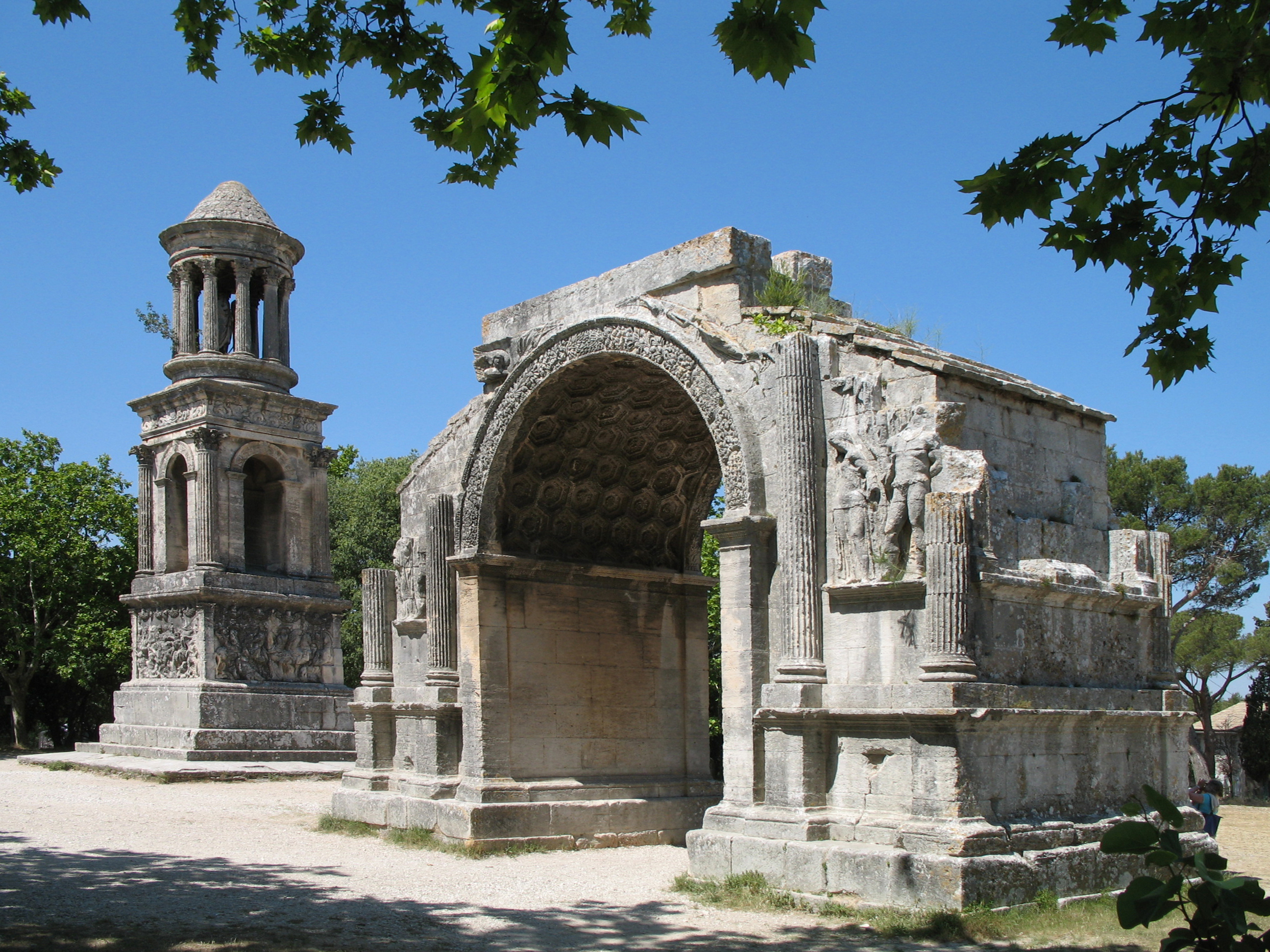
Glanum – Triumphbogen und Juliermausoleum

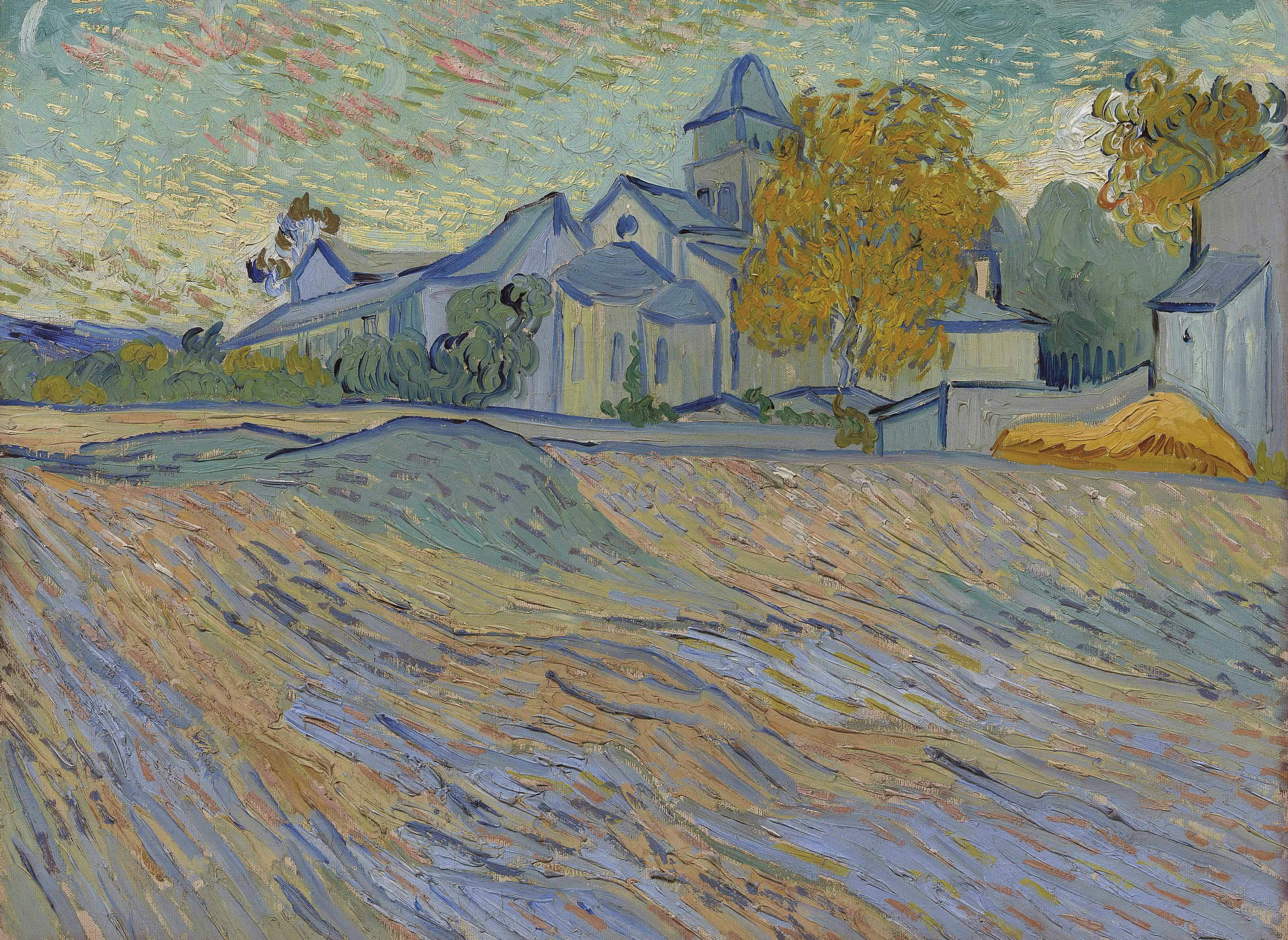
Vincent van Gogh: Abtei Saint-Paul-de-Mausole (1889)

Saint-Rémy-de-Provence (okzitanisch Sant Romieg) ist eine südfranzösische Kleinstadt und eine Gemeinde (commune) mit 9.547 Einwohnern (Stand 1. Januar 2022) im Département Bouches-du-Rhône in der Region Provence-Alpes-Côte d’Azur.

## Lage und Klima
Die ca. 60 m hoch gelegene südfranzösische Stadt liegt zu Füßen der Bergkette der Alpilles, etwa 10 km (Fahrtstrecke) nördlich von Les Baux-de-Provence zwischen Avignon (20 km nördlich), Cavaillon (20 km nordöstlich), Arles (26 km südwestlich) und Tarascon (15 km westlich). Das Gemeindegebiet gehört zum Regionalen Naturpark Alpilles. Das sowohl vom Mittelmeer als auch von den Bergen der Seealpen und dem Mistral geprägte Klima ist gemäßigt bis mild; Regen (ca. 670 mm/Jahr) fällt überwiegend im Winterhalbjahr.

## Bevölkerungsentwicklung
| Einwohner                  | 5055 | 6124 | 6009 | 6893 | 9806 | 9829 |
| Quellen: Cassini und INSEE |      |      |      |      |      |      |

Trotz der Reblauskrise im Weinbau und der zunehmenden Mechanisierung der Landwirtschaft ist die Bevölkerung der Gemeinde seit dem Beginn des 19. Jahrhunderts – hauptsächlich durch Zuwanderung – konstant gewachsen.

## Wirtschaft
Die früher zur Selbstversorgung betriebene Landwirtschaft spielt auch heute noch eine wichtige Rolle im Wirtschaftsleben der Gemeinde. Seit den 1960er Jahren ist der Tourismus als Einnahmequelle hinzugekommen. Der hier angebaute Wein wird seit dem Jahr 2000 unter der Bezeichnung Alpilles (IGP) vermarktet.

## Geschichte
In den Höhlen der Umgebung wurden einige wenige Felszeichnungen gefunden; auch Funde aus der Kupfer- und Eisenzeit wurden gemacht (siehe auch Mont Gaussier). Aus der Römerzeit stammen die sehenswerten Überreste von Glanum. Im Mittelalter gehörte das Gebiet zeitweise zur Abtei von Saint-Remi in Reims; später kam es zum Erzbistum Avignon. Im Jahr 1262 etablierte Charles d’Anjou eine Münzstätte, die über 100 Jahre Bestand hatte. Unter dem „Guten König René“ (Graf der Provence von 1434–1480) erlebte die gesamte Provence im 15. Jahrhundert Jahrzehnte des Friedens und des Wohlstands.
Durch den am 8. Juli 1641 geschlossenen Vertrag von Péronne, der jede französische Einmischung in Regierung oder Justiz Monacos untersagte, wurde Saint Remy der Familie Grimaldi übergeben, um dem Fürsten von Monaco dafür zu danken, dass er die Spanier aus der Region vertrieben hatte. Als Ausgleich für daraufhin in Spanien konfiszierte Gebiete erhielten die Grimaldi vier Lehen in Frankreich, darunter auch Saint Remy und Les Baux.
Im Jahr 1720 raffte eine Pestepidemie ca. ein Drittel der Einwohner dahin.

## Sehenswürdigkeiten
- Die klassizistische Kollegiatkirche Saint-Martin mit ihrer durch ein Opaion geöffneten und belichteten Kuppel über der Apsis entstand nach dem teilweisen Einsturz eines Vorgängerbaus im ausgehenden 18. Jahrhundert. Der Glockenturm (clocher) mit seinem steinernen Spitzhelm entstammt noch dem 14. Jahrhundert.
- Vier Kapellen (Chapelle Notre-Dame-de-Pitié, Chapelle Saint-Roch, Chapelle Jean de Renaud und Chapelle Saint-Bonet) bereichern das Ortsbild.
- Das Hôtel Mistral de Mondragon beherbergt das Musée des Alpilles, welches einen Überblick über 2000 Jahre Geschichte und Kultur bietet.
- Im Hôtel de Sade, einem Renaissancepalast aus dem 15./16. Jahrhundert, direkt neben dem Musée des Alpilles gelegen, ist ein stadtgeschichtliches und archäologisches Museum untergebracht.

Umgebung
- Am südlichen Rand der Stadt liegen die Ruinen von Glanum: das „Juliermausoleum“, der „Triumphbogen“ und die Ausgrabungsstätte.
- In der Nähe befindet sich die Abtei Saint-Paul-de-Mausole mit ihrem romanischen Kreuzgang (cloître). Hier lebte Vincent van Gogh vom Mai 1889 bis Mai 1890.
- Gut 2 km westlich der Stadt befindet sich das im 18. Jahrhundert erbaute Château de Roussan, welches heute als Hotel-Restaurant genutzt wird.
- Etwa 5 km (Luftlinie) südöstlich des Ortes befindet sich die im Jahr 1205 gegründete Abtei Sainte-Marie de Pierredon, welche um die Mitte des 16. Jahrhunderts zu einem Priorat des Klosters Boscodon herabgestuft wurde. Heute befindet sich hier ein Weingut.

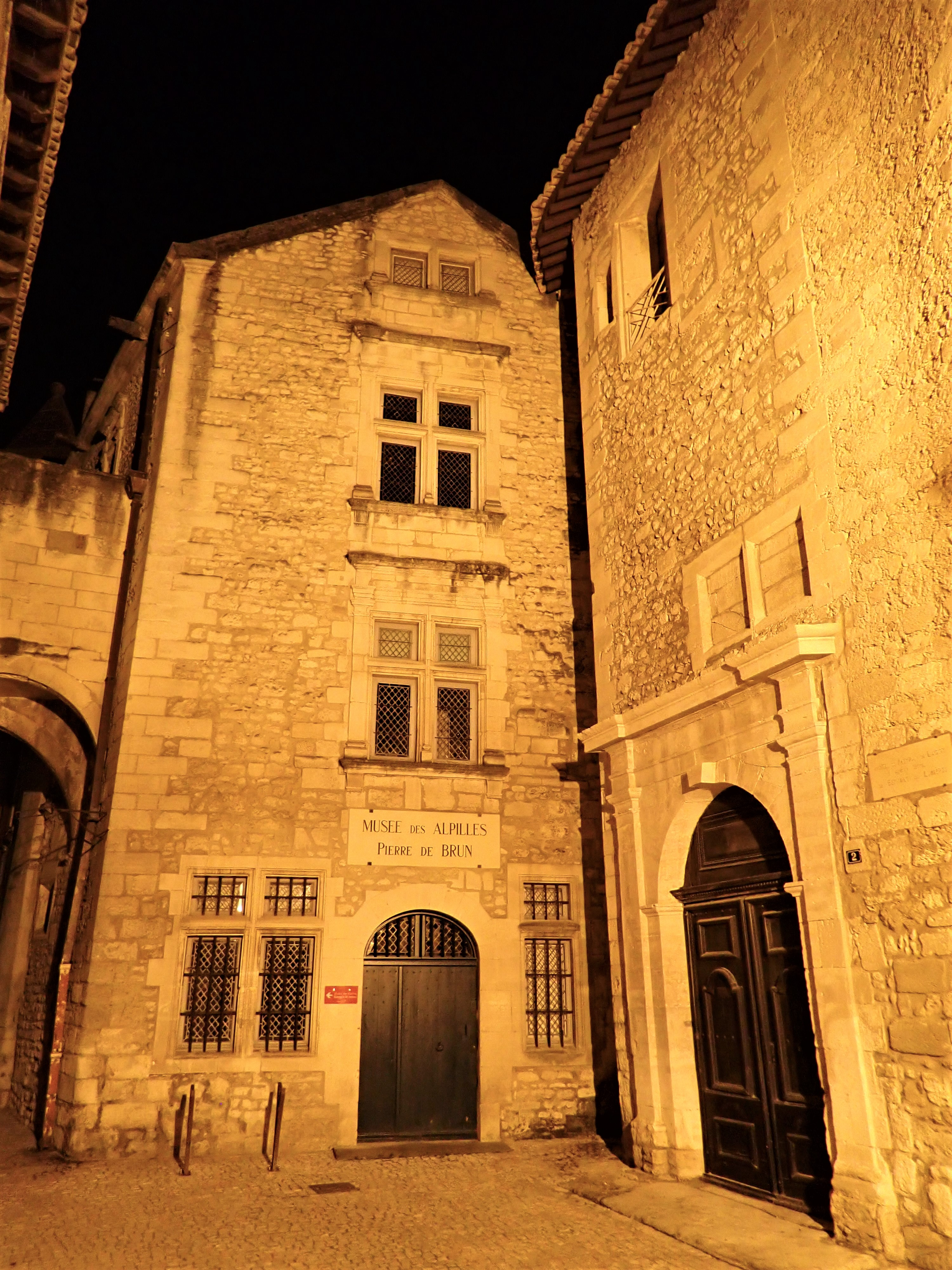
Musée des Alpilles in St. Remy

## Gemeindepartnerschaft
- Pfarrkirchen, Bayern (seit 2006)
- Bientina, Toskana (seit 2009)

## Persönlichkeiten
- Nostradamus (1503–1566), Apotheker und Arzt, wurde in Saint-Rémy-de-Provence geboren.
- Jean de Nostredame (1507–1577), Historiker und Okzitanist.
- Vincent van Gogh (1853–1890), niederländischer Maler, wurde in den Jahren 1889/90 in der Psychiatrischen Klinik des örtlichen Klosters Saint-Paul-de-Mausole behandelt. In diesem Zeitraum entstanden eine Reihe von Gemälden, darunter die berühmte Sternennacht. Weitere Gemälde wie etwa Der Irrenhausgarten in Saint-Rémy stellen das Sanatorium dar, in dem Vincent van Gogh lebte.
- Marie Mauron (1896–1986), französische Autorin und Verfasserin zahlreicher Romane und Schriften über das kulturelle Erbe der Provence, lebte und arbeitete in ihrem Mas d’Angirany in Saint-Rémy-de-Provence.
- Charles Mauron (1899–1966), Essayist, Übersetzer, Literaturkritiker, Anglist und Romanist, wurde geboren und starb in Saint-Rémy-de-Provence.
- Alice Miller (1923–2010), schweizerische Autorin und Kindheitsforscherin, verbrachte ihre letzten Lebensjahre in Saint-Rémy-de-Provence.
- Georges Item (1927–1990), schweizerischer Lithograf und Maler, lebte und arbeitete ab 1955 bis zu seinem Tod in Saint-Rémy-de-Provence.
- Marco Richterich (1929–1997), schweizerischer Kunstmaler, lebte und arbeitete ab 1952 in Saint-Rémy.
- Pierre Bergé (1930–2017), französischer Unternehmer und Mäzen, lebte und starb in Saint-Rémy.
- Caroline von Hannover (* 1957), Prinzessin von Monaco, lebt mit ihren Kindern in Saint-Rémy.

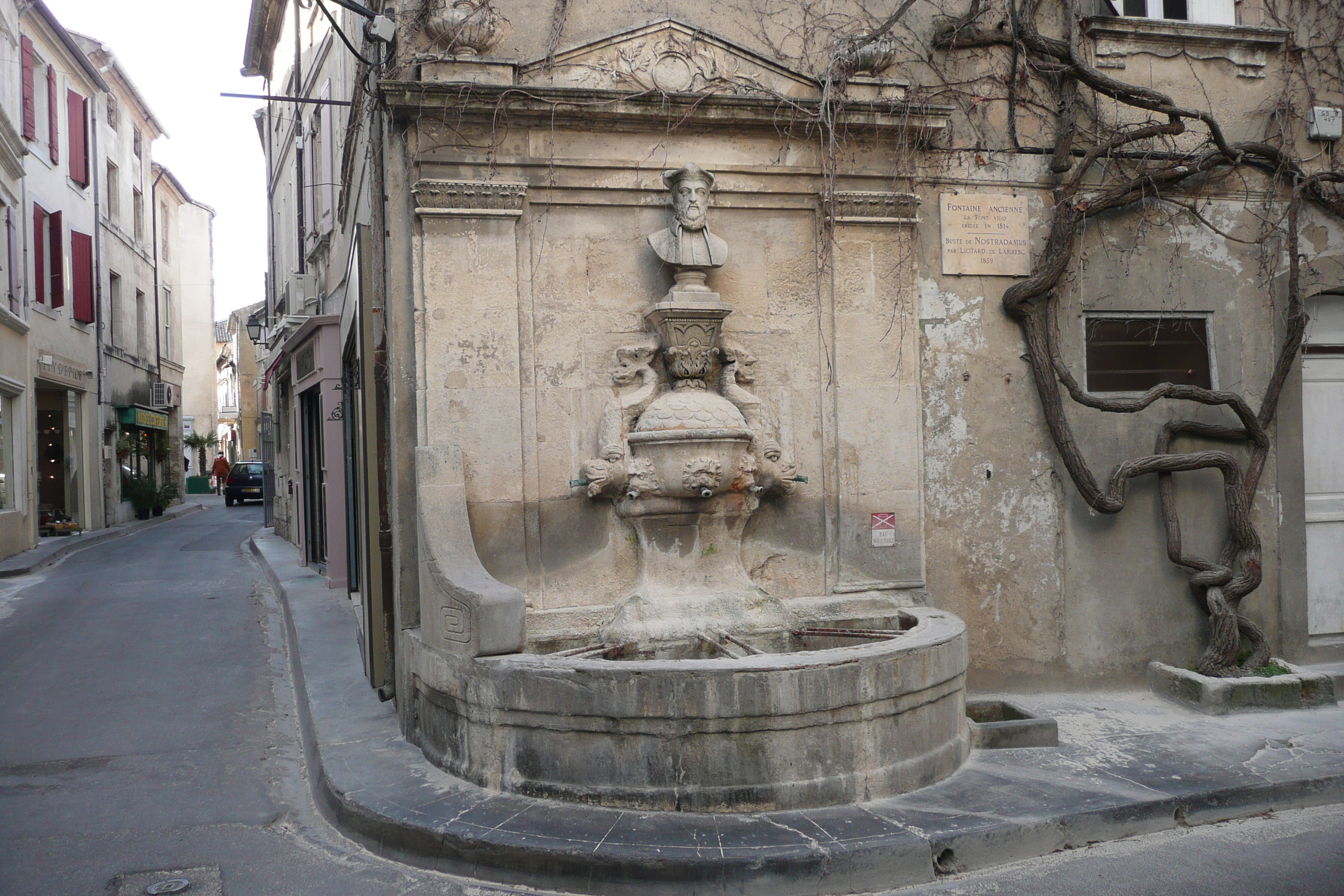
Nostradamusbrunnen
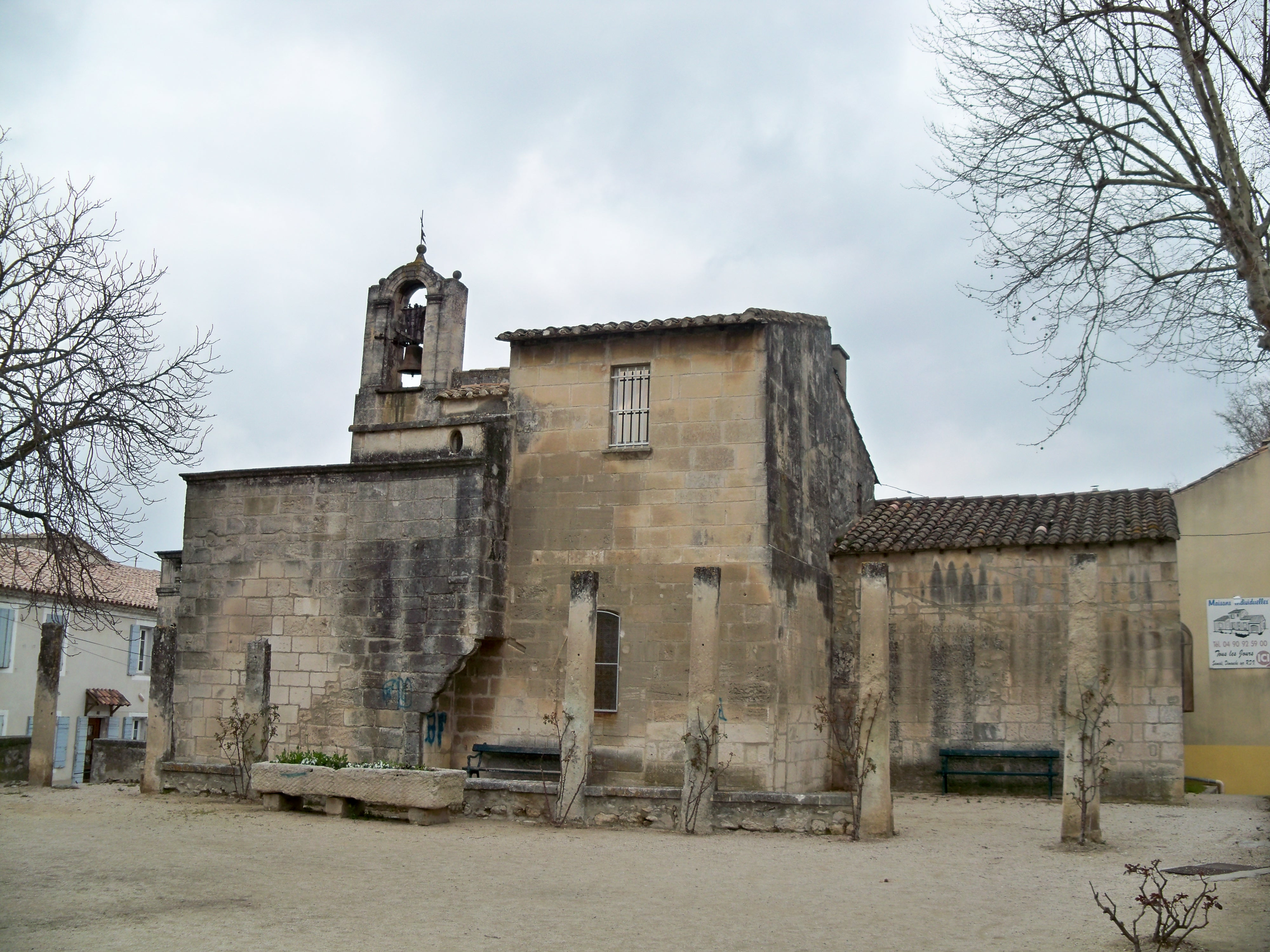
Chapelle Notre-Dame-de-Pitié
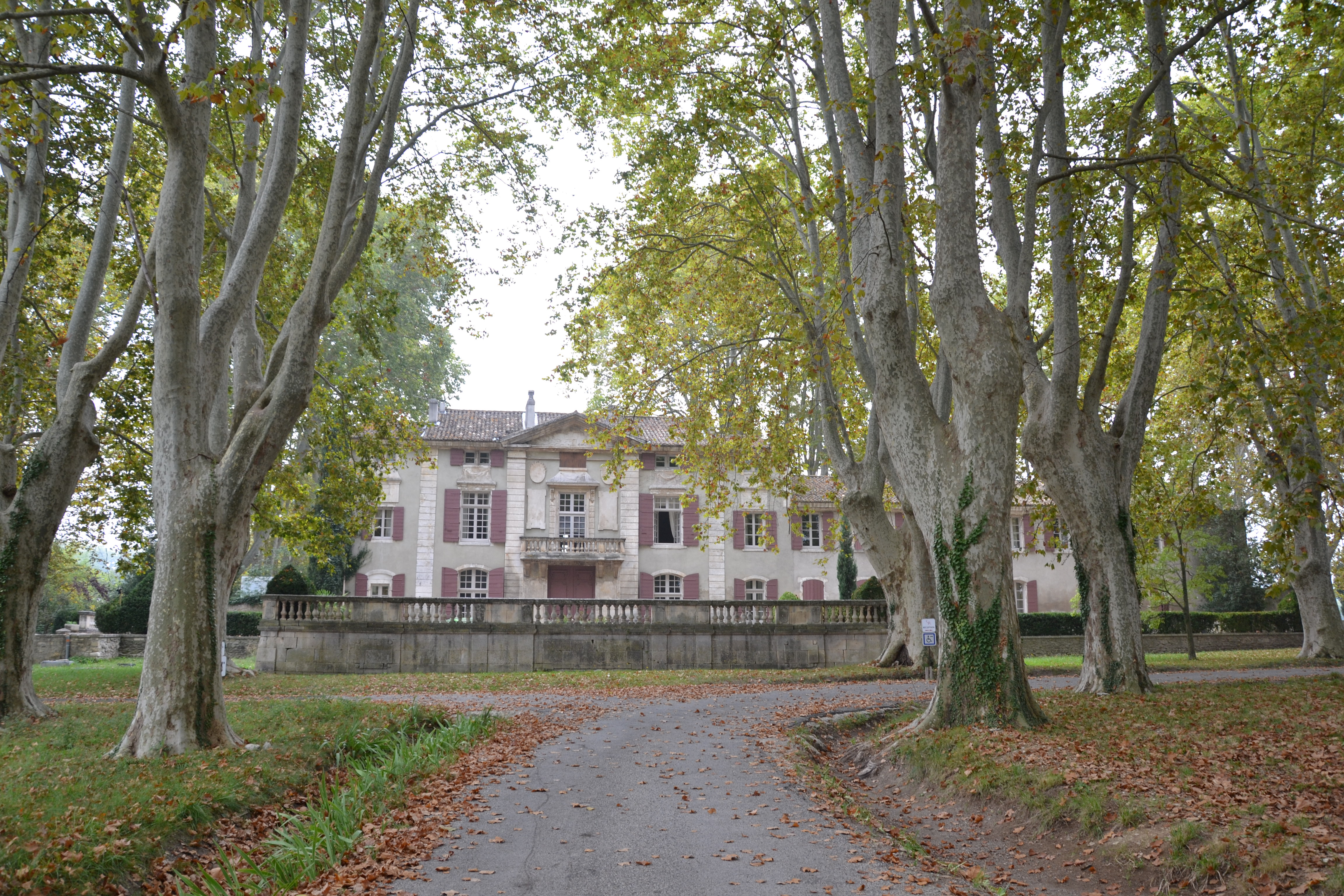
Château de Roussan
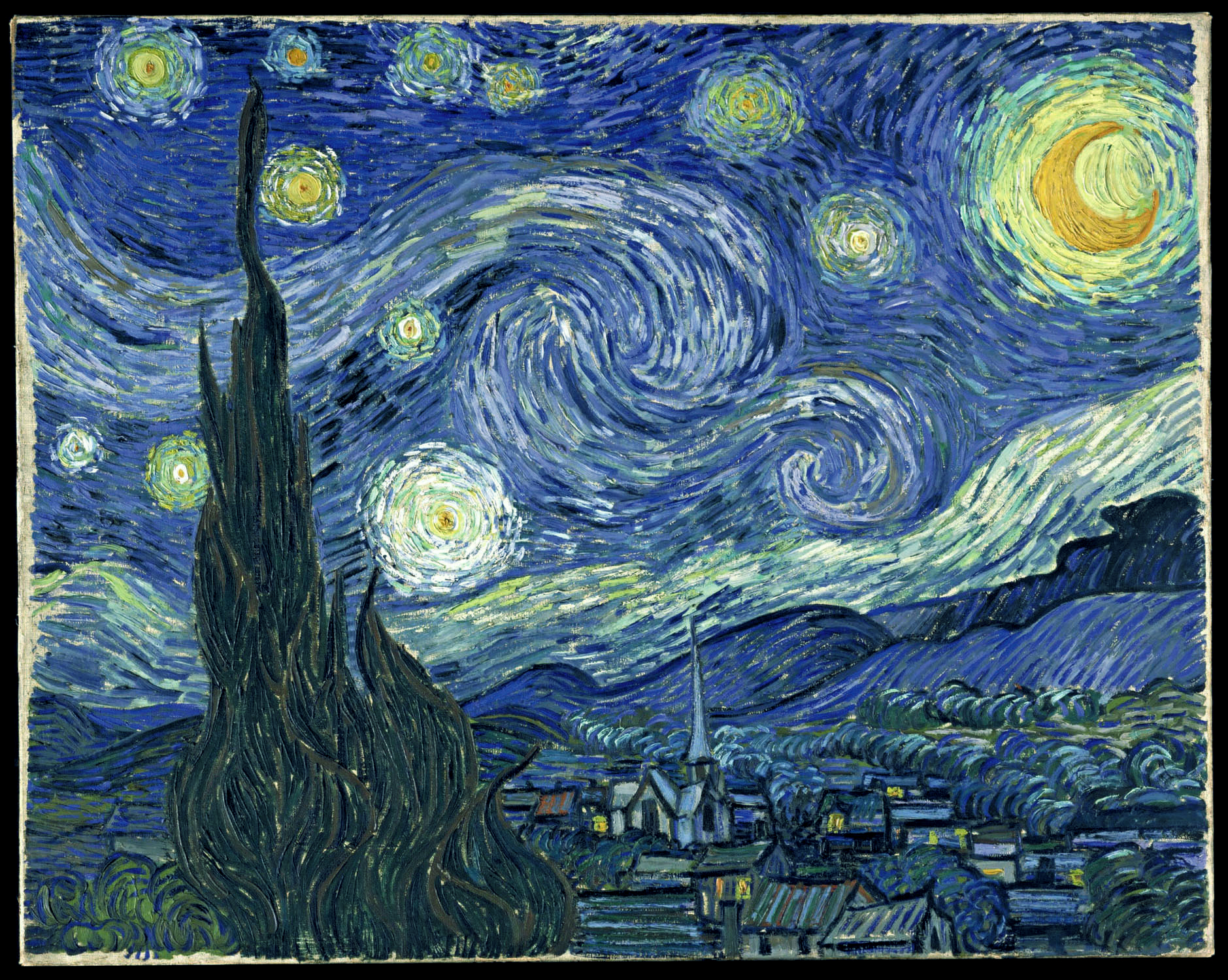
Vincent van Gogh: Sternennacht, (1889)